# Oropa
L'Oropa est un torrent du Piémont, affluent du Cervo en rive droite. Son lit est entièrement situé dans la province de Biella.

## Géographie

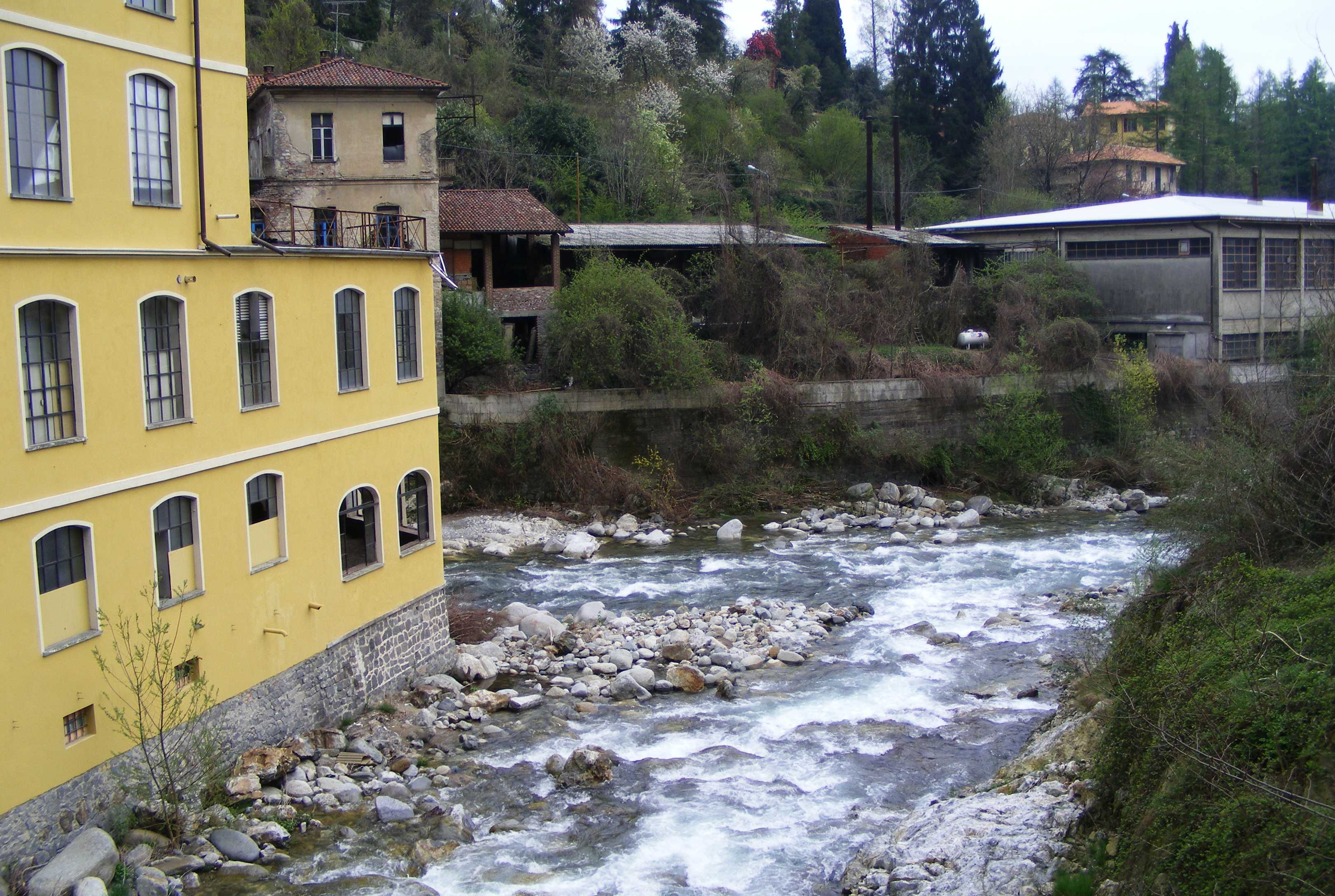
Confluence entre l'Oropa et le Cervo.

L'Oropa naît à 1 894 mètres d'altitude dans le Lac du Mucrone et, après environ trois kilomètres de parcours avec une inclinaison ouest-est, il passe tout proche des édifices du Sanctuaire d'Oropa. À cet endroit, il tourne alors au sud-est et s'affaisse dans une vallée étroite et boisée, effleurant la commune de Pralungo et va ensuite confluer dans le Cervo peu de temps après dans la montagne surplombant Biella, à environ 410 mètres d'altitude.

## Histoire

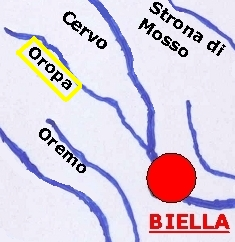
Localisation de l'Oropa.

Dans la partie haute de son bassin un important éboulement a durant longtemps interrompu la liaison routière entre lesanctuaire du Mont Sacré d'Oropa et de San Giovanni d'Andorno par le biais de la Galerie Rosazza.

## Excursions
Dans la partie basse de la vallée de l'Oropa se trouve le Gorgomoro, une belle piscine naturelle entourée d'arbres, qui était beaucoup utilisée par le passé (mais qui est encore bien appréciée aujourd'hui) pour se rafraîchir durant la saison estivale.
Il est possible de remonter la vallée le long des sentiers signalés qui permettent de rejoindre le sanctuaire à pied en partant de Biella.

## Utilisation
L'eau de l'Oropa est utilisée par la Cordar s.p.a. Biella Servizi (la société qui gère l'aqueduc de Biella), qui prélève l'eau à des fins de potabilité dans la localité d'Antua. Le torrent reçoit en outre les reflux de la station d'épuration du sanctuaire d'Oropa, situé un peu plus en contrebas du sanctuaire précité. L'état de la qualité environnementale des eaux fut classifié comme « bon » en 2003.

## Sources
- (it) Cet article est partiellement ou en totalité issu de l’article de Wikipédia en italien intitulé « Oropa (torrente) » (voir la liste des auteurs).